# Tales of Eternia: The Animation
Tales of Eternia (テイルズ オブ エターニア?, Teiruzu obu Etānia), è un anime parzialmente basato sul gioco di ruolo del 2000 Tales of Eternia della Namco. L'anime tratta quattro personaggi principali del gioco, gli altri personaggi, la trama e gli eventi sono esclusivi dell'anime.

## Trama
La storia comincia con un sogno di Farah Oersted, riguardante l'incontro avuto assieme a Rid Hershel con Meredy, una ragazza proveniente da un mondo superiore chiamato Celestia. Rid Hershel, Farah Oersted, Meredy e Keel Zeibel sono in viaggio verso il Monte Farlos, da cui suppongono di poter raggiungere Celestia. Rid, durante una piccola caccia, salva Coreena Sorgente. Il gruppo viene poi attaccato da una ragazza il cui nome è Marone Bluecarno. Rid cerca di difendere i suoi compagni dall'attacco di Marone, ma così facendo perde i sensi e viene rapito da lei. Marone rivela successivamente di necessitare l'aiuto di Rid per sconfiggere un mostro marino che terrorizza l'Isola di Belcagne.
Una volta riunito coi suoi compagni e aiutato Marone, conosce parecchi altri personaggi, fra cui Excia [la governatrice di Belcagne], Minima [la principale venditrice dell'isola] e Platia [la direttrice della pensione]. Passano dunque un po' di tempo riposando nell'isola di Belcagne. Keel scopre inaspettatamente alcuni artefatti legati alla cultura Celestiana. Successivamente si scoprirà che sia Marone che l'intero villaggio di Belcagne è composto da discendenti Celestiani, i quali furono cacciati dagli Inferiani parecchio tempo fa. Rid e i suoi amici vengono dunque implicati nella missione per fermare il piano di Excia per distruggere la capitale d'Inferia.

### Pertinenza col gioco
L'anime presenta anche gli Spiriti Superiori (Craymel nel gioco) di Inferia; sono Undine, Sylph e Ifrit. Gli Spiriti Superiori aiutano i personaggi in battaglia, come nel gioco. Le mosse della squadra di Rid sono le stesse del gioco. Quickie, l'animaletto di Meredy, appare anche nell'anime. Race (alias Rassius Luine) appare per un breve momento in un flashback di Farah.
L'anime si svolge prima che Rid e i suoi amici raggiungano il Monte Farlos nel gioco. Nell'anime hanno già acquisito tutti e tre gli Spiriti Superiori di Inferia. Comunque, non c'è segno degli eventi dell'anime nel gioco, fatta eccezione in un'area nascosta del gioco, in cui un vecchio parla di un'isola abitata da individui spensierati.

## Personaggi
- Rid Hershel (リッド・ハーシェル)
- Età: 18 anni

Fotogramma finale dell'opening di Tales of Eternia. Qui si possono vedere tutti i personaggi: in alto, a partire da sinistra troviamo Minima, Excia e Platia; ai lati troviamo Marone e Coreena; al centro, Farah, Rid, Meredy e Keel

- Origine: Lontano dal Villaggio di Rasheans, Inferia
- Voce giapponese: Akira Ishida

Rid è un cacciatore pacifico, il più tranquillo e capo del gruppo. Usa una spada come sua arma primaria nell'anime. Il suo carattere varia dal compassionevole, premuroso e potente, al goloso e a volte pigro. Rid è un buon guerriero e cacciatore, come si capisce dal primo episodio, quando si accorge di essere seguito da qualcuno (Marone). Rid ama starsene sdraiato a guardare spensieratamente il cielo; in un episodio viene ripetutamente disturbato quando cerca di rilassarsi in questo modo e quindi si sposta varie e varie volte in posti diversi (solo per venire interrotto, per l'ultima volta, da un'improvvisa pioggia). Rid è molto premuroso verso i suoi compagni, nonostante non lo dica. Keel stesso, che discute spesso con Rid, dice che questi è una persona estremamente gentile. Rid dimostra ciò aiutando Marone a proteggere la gente di Belcagne, aiutando Coreena e confortando Meredy. Comparandolo col personaggio del gioco, è essenzialmente identico.
- Farah Oersted (ファラ・エルステッド)
- Età: 17 anni
- Origine: Lontano dal Villaggio di Rasheans, Inferia
- Voce giapponese: Yūko Minaguchi

Amica sin da piccola di Rid, è molto esperta nelle arti marziali. Cucina per il gruppo e spesso si arrabbia quando Rid ruba il loro cibo (tanto da ricorrere alle arti marziali su di lui). Prova dei sentimenti profondi verso Rid e prova gelosia nei confronti di Marone. Pressoché all'inizio dell'anime, Farah fa scappare Coreena dal villaggio nel mezzo di una tempesta. Successivamente la salva e si scusa per il suo atteggiamento. Diviene anche la migliore amica di Marone verso la fine dell'anime, dopo aver combattuto con lei parecchie volte. La sua personalità è molto differente da quella del gioco, dove sembra avere un'influenza pesante sull'intero gruppo e dove spesso perde la pazienza coi suoi amici.
- Keel Zeibel (ール・ツァイベル)
- Età: 17 anni
- Origine: Lontano dal Villaggio di Rasheans, Inferia
- Voce giapponese: Soichiro Hoshi

Un brillante allievo dell'Università di Mintche. Fu espulso dall'università a causa della sua teoria sulla "distruzione del mondo". Keel può leggere e parlare il linguaggio Melnics (anche se non molto fluentemente). In combattimento, Keel usa la magia e tiene un tipico bastone da stregone come arma. Porta i due Spiriti Superiori Sylph (elementale del vento) e Ifrit (elementale del fuoco). A differenza del gioco, nell'anime non possiede nessun attacco proprio, bensì utilizza semplicemente gli Spiriti Superiori per combattere.
- Meredy (メルディ)
- Età: 16 anni
- Origine: Città di Craymel Imen, Celestia
- Voce giapponese: Omi Minami

L'allegra e carina Meredy è una ragazza Celestiana. All'inizio non poteva comunicare con Rid e i suoi amici perché conosce solamente il linguaggio Melnics. Meredy ha un animaletto di nome Quickie, che l'aiuta in combattimento (anche se, come nel gioco, non in modo rilevante). Usa anche la magia e gli Spiriti Superiori in battaglia. Possiede Undine, l'elementale acquatico. Meredy diventa amica di Coreena e spesso nell'anime si vedono assieme. Come Keel, anche lei nell'anime attacca esclusivamente con gli Spiriti Superiori e non possiede alcun metodo proprio per attaccare, al contrario della versione nel gioco.
- Marone Bluecarno
- Origine: Belcagne
- Voce giapponese: Megumi Hayashibara

Marone è una cacciatrice di taglie con uno stile di combattimento simile a quello di Rid e Farah (sa usare sia le arti marziali che le tecniche con la spada). Appare per la prima volta nel rapimento di Rid, dopodiché rivela le sue intenzioni di difendere Belcagne sconfiggendo il mostro marino che terrorizza l'area. Successivamente rivela che è in realtà un mezzosangue Celestiano e Inferiano. Marone è accompagnata da un Drake (un tipo di drago menzionato nel gioco) chiamato Varossa.
- Coreena Sorgente
- Origine: Vicino a Belcagne
- Voce giapponese: Yui Horie

Coreena porta sempre con sé un banjo e suona con questo. È la figlia della governatrice di Belcagne, Excia. Quando viene rivelato che possiede l'abilità di controllare gli Spiriti Superiori, viene anche a conoscenza del fatto che è stata solamente adottata da Excia e che questa l'ha solamente sfruttata per ottenere gli Spiriti Superiori. Coreena aiuta successivamente Rid e i suoi amici nel curare gli abitanti del villaggio e fornisce un modo per combattere Excia con armi situate in un nascondiglio che usava da bambina per nascondersi dalla governante. Nei primi episodi dell'anime tende ad essere un personaggio comico, privo di significato utile alla storia.

## Colonna sonora
Sigla d'apertura
- Sora ni Kakeru Hashi cantata da Masami Okui

Sigla di chiusura
- I'd Love You to Touch Me cantata da Masami Okui